# Bataille de Gueltat Zemmour (octobre 1981)
Vous lisez un « bon article » labellisé en 2020.
Pour les articles homonymes, voir Bataille de Gueltat Zemmour.
Guerre du Sahara occidental
Batailles
La bataille de Gueltat Zemmour a lieu du 13 au 29 octobre 1981 entre les troupes du Front Polisario et l'armée marocaine à Gueltat Zemmour, dans le Sahara occidental revendiqué par les deux belligérants. Utilisant du matériel lourd (chars et missiles sol-air), le Polisario défait la garnison retranchée autour de la localité. Cinq aéronefs marocains sont abattus, dont un C-130 Hercules. Malgré une contre-attaque marocaine réussie, la localité est abandonnée le 7 novembre.
La bataille témoigne de l'efficacité militaire du Front Polisario, qui rompt avec sa stratégie de guérilla et de raids, alors que le Maroc commence à construire le mur des sables. L'efficacité de la défense sol-air sahraouie met en échec l'aviation marocaine.

## Contexte

Étapes de construction du mur des sables. On remarque que Guelta Zemmour ne sera incluse dans le périmètre protégé par le mur qu'en septembre 1985.

En novembre 1975, le Maroc annexe la colonie du Sahara espagnol, après le retrait des troupes espagnoles et les accords de Madrid qui entérine la partition de l'ancienne colonie entre le Maroc et la Mauritanie. Le Front Polisario, créé en 1973 et initialement allié au Maroc et à la Mauritanie contre les Espagnols, revendique l'indépendance du Sahara occidental. Avec l'aide de l'Algérie, il entame des actions de combat contre le Maroc et la Mauritanie. Il rallie un grand nombre de Sahraouis, qui partent pour des camps de réfugiés à Tindouf en Algérie, et fondent la République arabe sahraouie démocratique.
En 1976-1977, le Polisario harcèle les garnisons marocaines, obtenant de nombreux succès, avant de regrouper des colonnes de plus de cent véhicules en 1978. L'apparition des chasseurs Mirage F1 en 1979 lors de la bataille de Smara amène le Polisario à revenir à des actions de guérilla à plus petite échelle. Bien coordonnées, notamment grâce aux avions Lockheed C-130 Hercules utilisés comme avions de contrôle, l'aviation marocaine réduit considérablement la marge de manœuvre du Polisario.
Après le renversement du président mauritanien Moktar Ould Daddah en 1978, la junte militaire mise en place se retire du conflit du Sahara occidental en 1979. Deux ans plus tard, en 1981, le Polisario circule librement dans le désert du nord de la Mauritanie, ce pays étant incapable de sécuriser son territoire.
La position de Gueltat Zemmour, à 25 km de la frontière mauritanienne, est jugée « facile à défendre », car située sur un terrain rocheux très accidenté. Fin mars 1981, une première incursion du Polisario est repoussée après plusieurs jours de combat. Toutefois, la garnison est stationnée hors du mur que le Maroc a commencé à construire en 1980 pour séparer le Sahara occidental des sanctuaires de la guérilla indépendantiste en Algérie et en Mauritanie.

La construction de ce mur débute en août 1980, après la seconde bataille victorieuse de l'Ouarkziz pour le Maroc, qui permet de rompre le siège de Zag, grande place forte marocaine. Parti de l'Ouarkziz, le premier mur long de 300 km atteint Smara en mars 1981, et permet de protéger le « triangle utile » du Sahara occidental, où se trouvent les principales villes et mines de phosphate. Cependant, la brèche qui subsiste de Boukraa jusqu'à Boujdour, située sur la côte atlantique, pousse le Maroc à débuter les travaux de prolongement du mur.

## Ordres de bataille

### Maroc
La base est défendue par le 4e régiment d'infanterie motorisée, soit les 1er, 2e et 3e bataillons d'infanterie motorisée, plus une compagnie du génie, 2 groupes d'AML, une batterie de mortiers de 120 mm et un peloton de missiles antichars TOW, renforcés par de l'artillerie de 105 mm,. Au moment de l'attaque, la bourgade de Gueltat Zemmour n'est défendue que par 200 hommes, tandis que le reste des 2 000 à 2 600 soldats marocains sont retranchés dans les montagnes stratégiques autour de la localité.
Interviendra en renfort le 6e régiment d'infanterie motorisée du colonel Ghoujdami, appuyé par deux groupes d'AML et l'artillerie de 155 mm du 6e groupe d'artillerie royale.

### Polisario

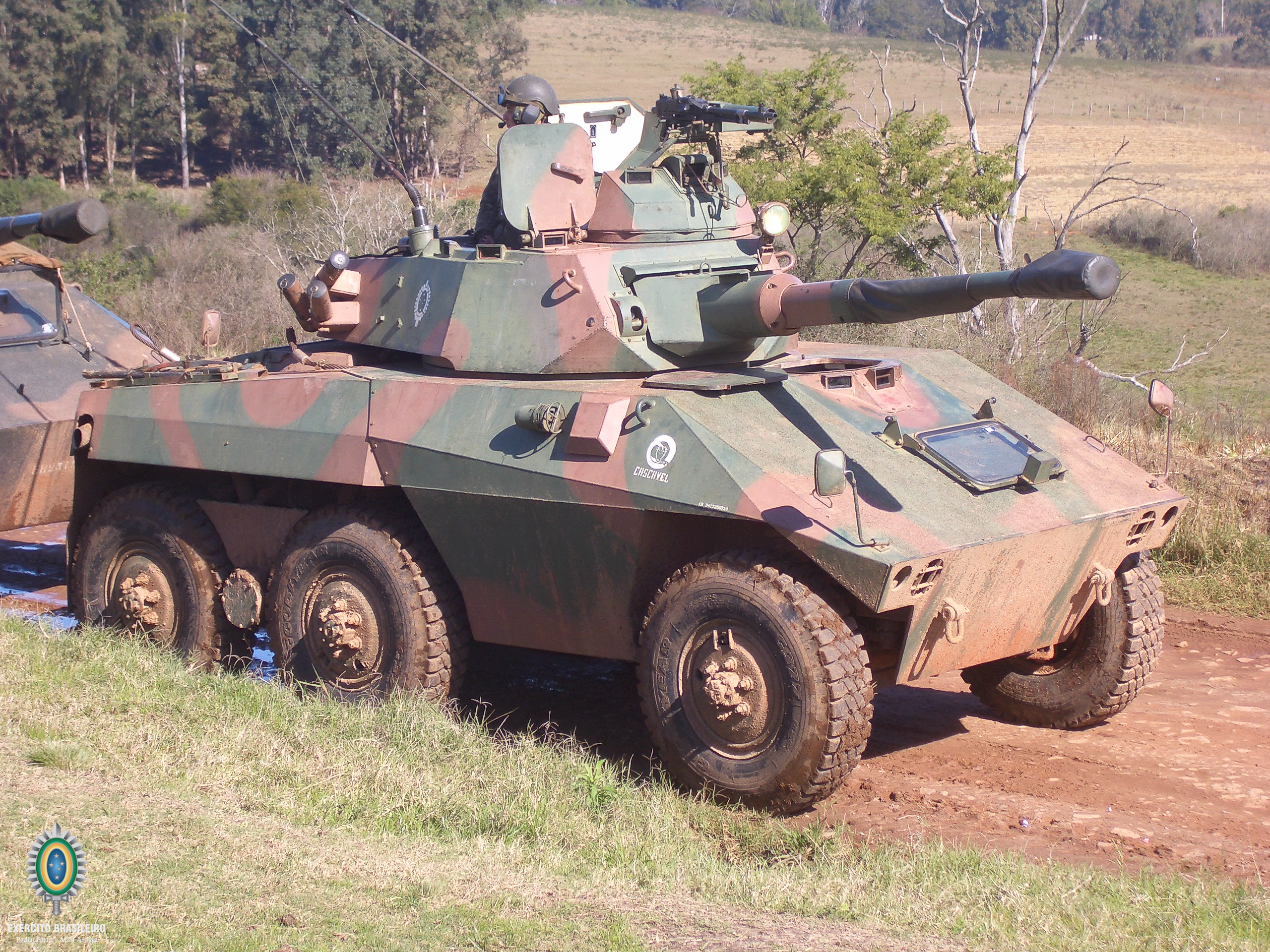
Un Cascavel II (ici de l'armée brésilienne), tel qu'utilisé par l'APLS.

Les indépendantistes engagent les 1re, 2e, 3e et 4e régions militaires de l'armée populaire de libération sahraouie (APLS), renforcées par la 3e compagnie de la 5e région et des compagnies d'artillerie et de défense antiaérienne. La 2e engage notamment des unités mécanisées : un bataillon de 30 BTR et 30 blindés Cascavel, une compagnie de 20 blindés BMP-1 et une compagnie de 10 chars T-54 et T-55,. Le tout regroupe 2 000 à 3 000 hommes. Selon François Soudan, les troupes sahraouies « [qui abattent] en mars [sic] 1981, à Guelta Zemmour, [...] un C-130, deux bombardiers F-5 et un hélicoptère » étaient sous le commandement de Lahbib Ayoub.

## Déroulement

### Attaque initiale sahraouie

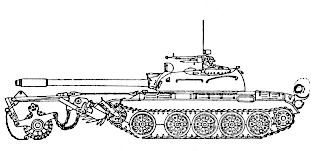
Un engin de déminage accouplé à un char T-54, tel qu'utilisé dans l'attaque.

Le 13 octobre, l'attaque du Polisario est menée selon trois axes : (A) la 2e région, avec les moyens mécanisés, attaque de front par le Nord-Est, (B) la 3e attaque par le Sud-Est et (C) la 4e région attaque par le Sud. La 1re région garde les flancs face à une possible contre-attaque venue de Boukraa ou Laâyoune, tandis que la compagnie de la 5e région doit bloquer au Nord la route de Smara.
À l'aube, le Polisario commence à déminer les accès à Guelta Zemmour. Toutefois, au même moment, un avion de transport C-130H utilisé pour coordonner la défense marocaine est repéré et abattu par des 2K12 Kub (SA-6) sahraouis. La destruction de l'avion déclenche l'attaque générale des Sahraouis et alerte la garnison. L'artillerie sahraouie, dont des BM-21, commence alors à bombarder la base. À midi, un F-5E et un Mirage F1 venus soutenir la garnison sont abattus, respectivement par un 2K12 Kub (SA-6) et par un 9K31 Strela-1 (SA-9). Les Sahrouis se rendent maîtres de l'ancien fortin espagnol. Les Marocains continuent de résister autour de l'état-major du régiment ainsi qu'autour de leur artillerie,, et contre-attaquent dans la nuit, sans succès. Le 14 au matin, le Polisario contrôle le quartier général marocain. 1 400 soldats marocains maintiennent leurs positions jusqu'à l'arrivée des renforts. Le 14 octobre, l'aviation marocaine attaque à nouveau et un autre Mirage F1 est détruit par un Strela-1 (SA-9).

### Contre-attaque marocaine et reprise de la base

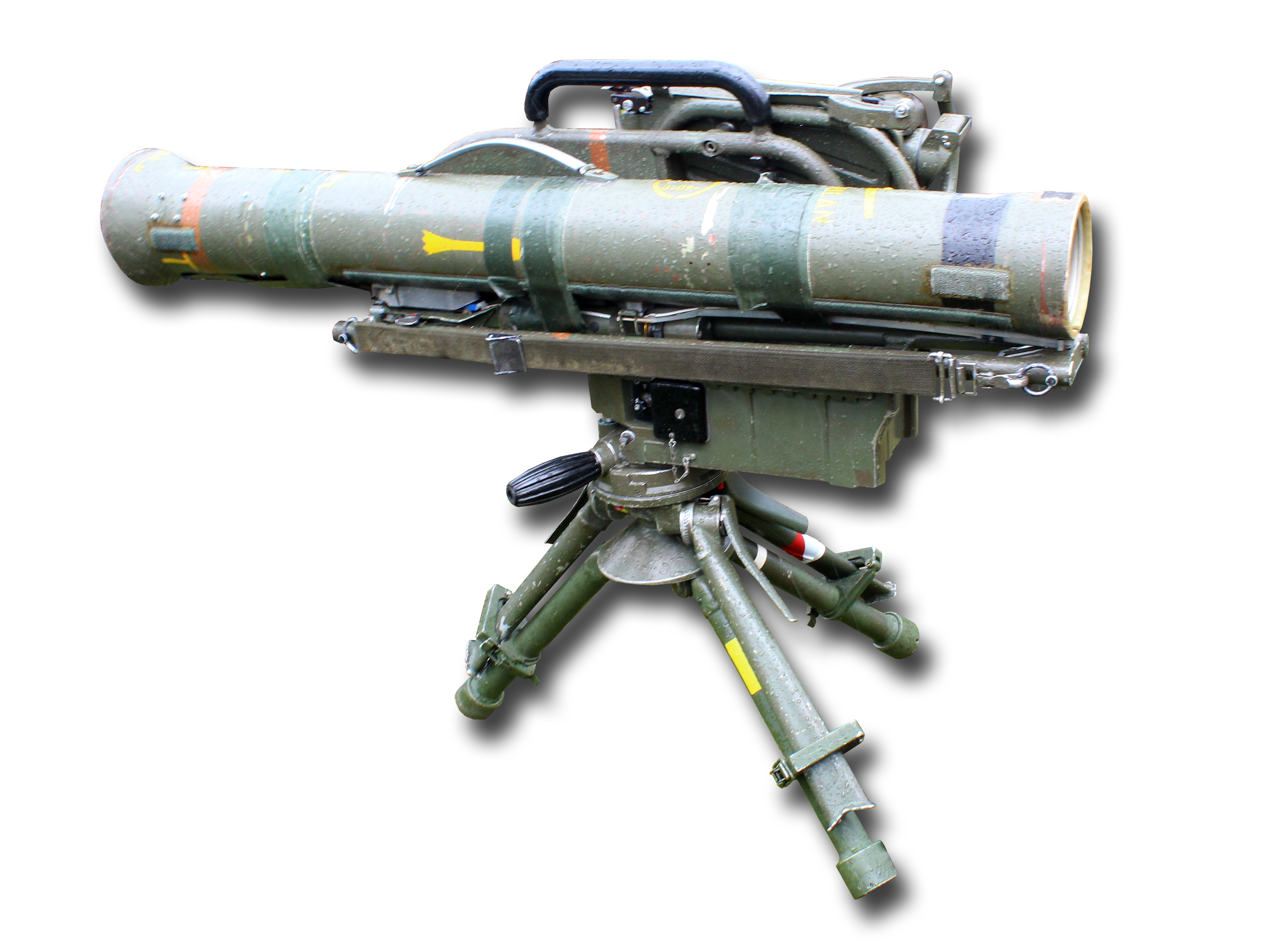
Illustration du lance-missile Milan, qui bloque efficacement les assauts du Polisario face au 6e RIM marocain.

Le 15 octobre, le 6e RIM, parti de Boukraa, arrive à Gueltat Zemmour mais la bataille continue. Le 16 au matin, les attaques indépendantistes, appuyées par des orgues de Staline, échouent face au 6e RIM. Le brouillard qui couvre le champ de bataille désorganise l'attaque du Polisario et trois blindés sahraouis sont détruits par des missiles Milan et TOW mais le Polisario parvient à récupérer leurs carcasses. Le régiment du colonel Ghoujdami évite l'après-midi du 16 une embuscade près de l'oued Auleitis et une autre embuscade à Oum Ghreid le 17.
Le 18, la localité est sécurisée et le Maroc revendique la victoire. Des journalistes viennent visiter la ville le 20.

### Poursuite des combats
Le Maroc accuse des soldats mauritaniens d'avoir participé à l'attaque, les assaillants étant venus de la frontière mauritanienne, ce que dément Nouakchott. Le Maroc reconnaît avoir le 21 octobre bombardé une « base sahraouie » en territoire mauritanien. D'après un officier mauritanien en poste à la frontière, les combats se poursuivent le 17 octobre dans le massif du Zemmour noir. Dans cette zone, le relief très difficile permet aux Sahraouis de tendre des embuscades meurtrières aux Marocains. Le 24 octobre, un système Strela-1 (SA-9) monté sur BRDM abat un hélicoptère Puma marocain. Des combats se poursuivent jusqu'au 29 octobre.

### Abandon de la ville
Les bases de Guelta Zemmour et Bir Anzarane, finalement jugées « indéfendables » à cause des nouveaux armements lourds du Polisario, sont abandonnées par l'armée marocaine le 9 novembre 1981. Les soldats marocains prennent soin de ne pas laisser d'installations derrière eux.

## Bilan et conséquences

### Pertes

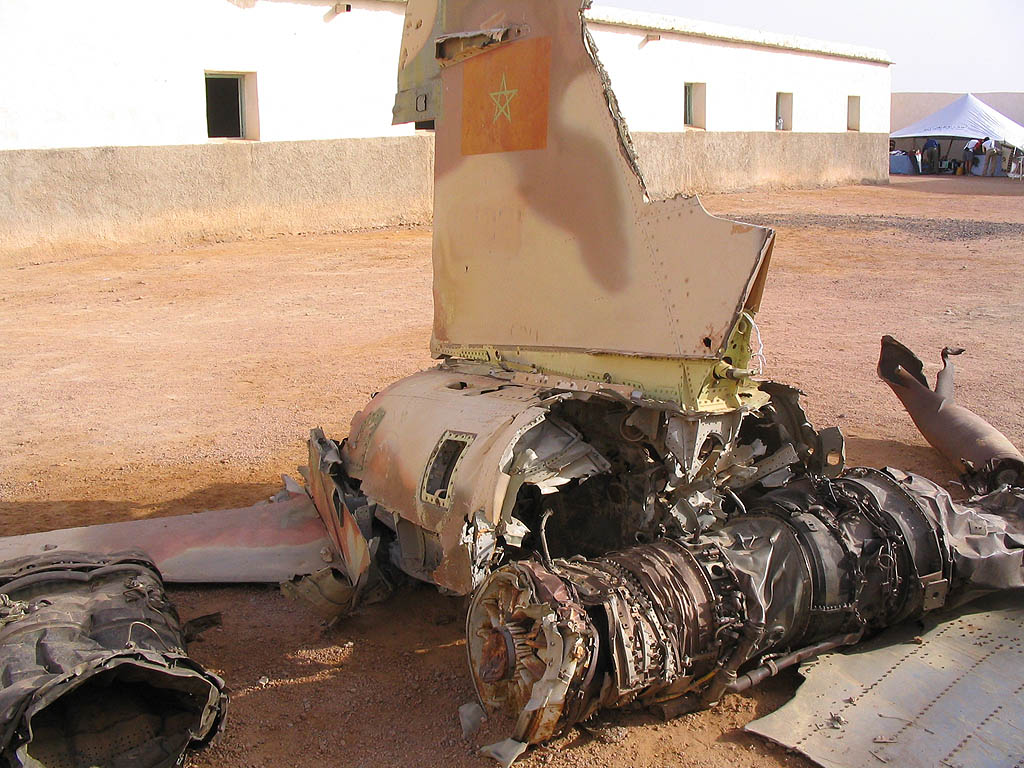
Un avion de chasse Northrop F-5E marocains est détruit par l'ALPS pendant la bataille. Ici la carcasse d'un F-5E détruit 10 ans plus tard, en 1991.

Selon le roi du Maroc, Hassan II, 36 militaires marocains ont été faits prisonniers. Le Polisario annonce la capture d'environ 200 prisonniers dont 160 ont été présentés à des journalistes. Selon The New York Times, 200 soldats marocains ont été tués et 200 faits prisonniers, ce que confirment des « observateurs militaires » au journal Le Monde. La CIA considère que les pertes (prisonniers et tués) marocaines sont d'environ 300, tandis que le matériel suffisant pour équiper un bataillon complet a été capturé. Un avion de commandement C-130H, deux chasseurs Mirage F1, un chasseur F-5E et un hélicoptère Puma ont été abattus par des missiles sol-air sahraouis. Le Polisario revendique la capture de 49 Land Rover, d'une jeep, de 64 camions, de 2 grues, de 2 canons de 105 mm, de 13 canons de 106 mm, de 2 mortiers de 120, de 10 mortiers de 81, de 6 pièces ZU-23-2, de 17 mitrailleuses de 12,7 mm, de 15 mitrailleuses MAG , d'un grand nombre de fusils FAL et d'un radar.
Les autorités marocaines déclarent avoir détruit ou endommagé six chars et un certain nombre de BTR du Polisario. Selon le Maroc, des journalistes auraient pu observer des rampes de lancement de missiles détruites pendant la contre-attaque. Le Polisario reconnaît en 2015 plus de 30 morts et 104 blessés, ainsi que la destruction de 3 T-55, de 2 BTR et d'un BMP.
Bien que le Maroc revendique la victoire, les observateurs considèrent que cette bataille est une victoire importante du Front Polisario,,. La perte de deux pilotes de Mirage et d'un pilote de F-5E grève les capacités des forces aériennes royales. Alors que depuis fin 1980 l'efficacité de l'aviation marocaine gênait considérablement les opérations sahraouies dans le désert, elle se révèle incapable de contrer les défenses anti-aériennes sahraouies et cesse pratiquement ses opérations jusqu'en décembre 1981.

### Controverse sur l'équipement du Polisario

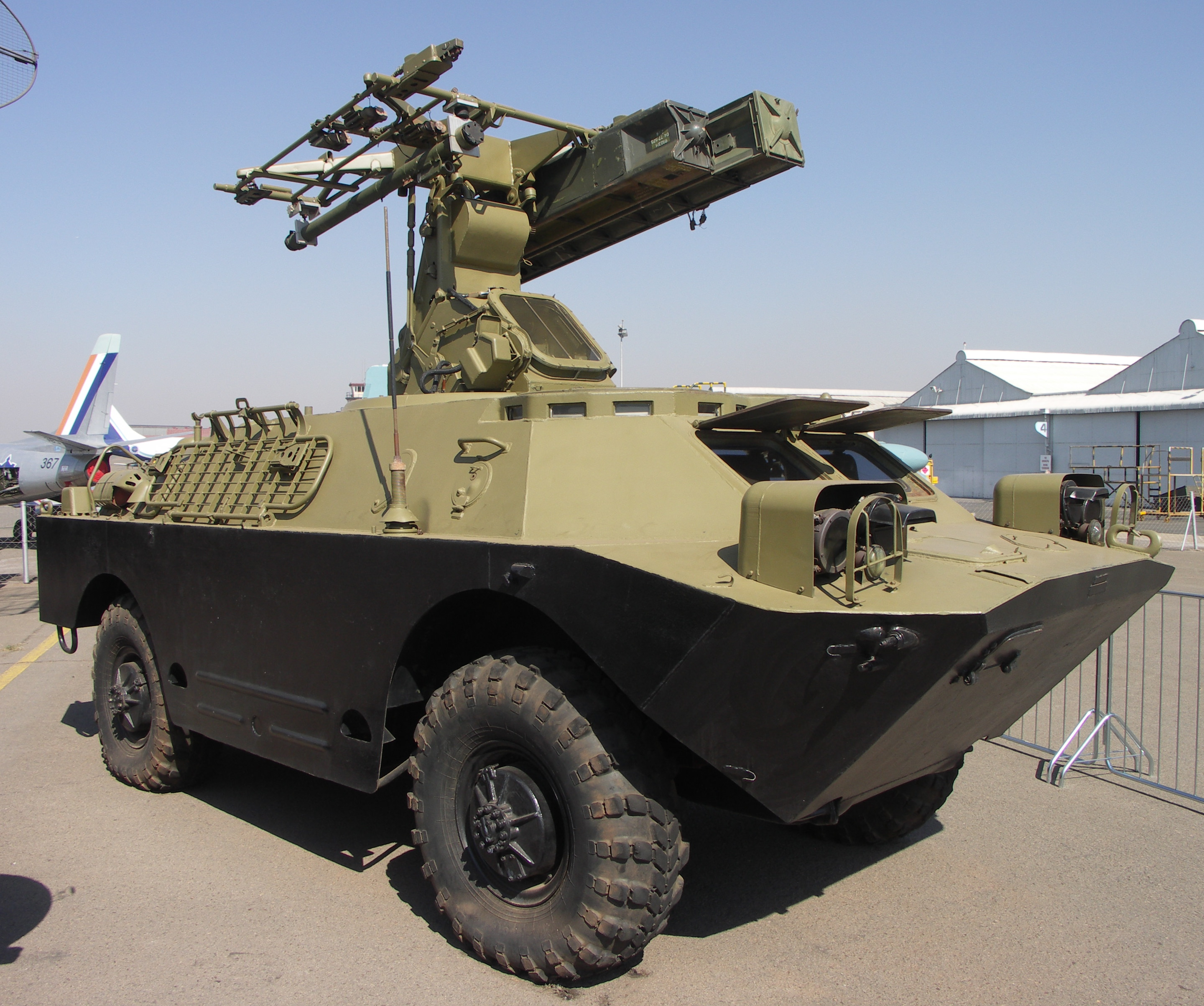
Un système sol-air 9K31 Strela-1 en Afrique du Sud. Ce type de véhicule est utilisé par le Polisario pour abattre plusieurs aéronefs marocains pendant la bataille.

Les déclarations marocaines, ainsi que celles du secrétaire d’État américain, Alexander Haig, identifient les systèmes sol-air utilisés comme étant des 2K12 Kub (SA-6) soviétiques à guidage radar, fournis via la Libye,, même si des experts occidentaux considèrent à l'époque qu'il s'agirait plutôt d'une version améliorée du Strela-1 (SA-9) à guidage infrarouge. D'après les déclarations officielles marocaines, les missiles étaient mis en œuvre par des étrangers, soit des Palestiniens entrainés en Libye, soit des Cubains ou des Allemands de l'Est. Un rapport de la CIA, daté de septembre 1982, confirme qu'en 1981 le Polisario a reçu de la Libye trois ou quatre lanceurs 2K12 Kub (SA-6) et des 9K31 Strela-1 (SA-9).
Selon le capitaine Ali Najab, certains prisonniers marocains travaillant dans le plus grand centre d'armement du Polisario lui ont rapporté que ces missiles venus de Libye auraient été déployés et tirés par des Algériens, le niveau technique nécessaire impliquant la présence de spécialistes non-Sahraouis. De même, les pilotes de chasse marocains capturés durant la bataille auraient été interrogés par des officiers algériens à Gueltat Zemmour. D'autres prisonniers affirment avoir vu des Cubains en uniforme parmi les éléments du Polisario.
Loin de l'image d'une guérilla menée avec seulement des fusils d'assauts, les forces de la république sahraouie se révèlent disposer d'une puissance de feu supérieure à celle des Marocains grâce au soutien libyen et algérien. L'utilisation de matériel lourd soviétique par le Polisario, et l'exploitation de la situation politique par le roi Hassan II, permettent, selon l'analyse d'un responsable du Polisario citée par la CIA, de transformer une victoire militaire indépendantiste en échec stratégique et politique.